# Walter Kohlhammer (Verleger)

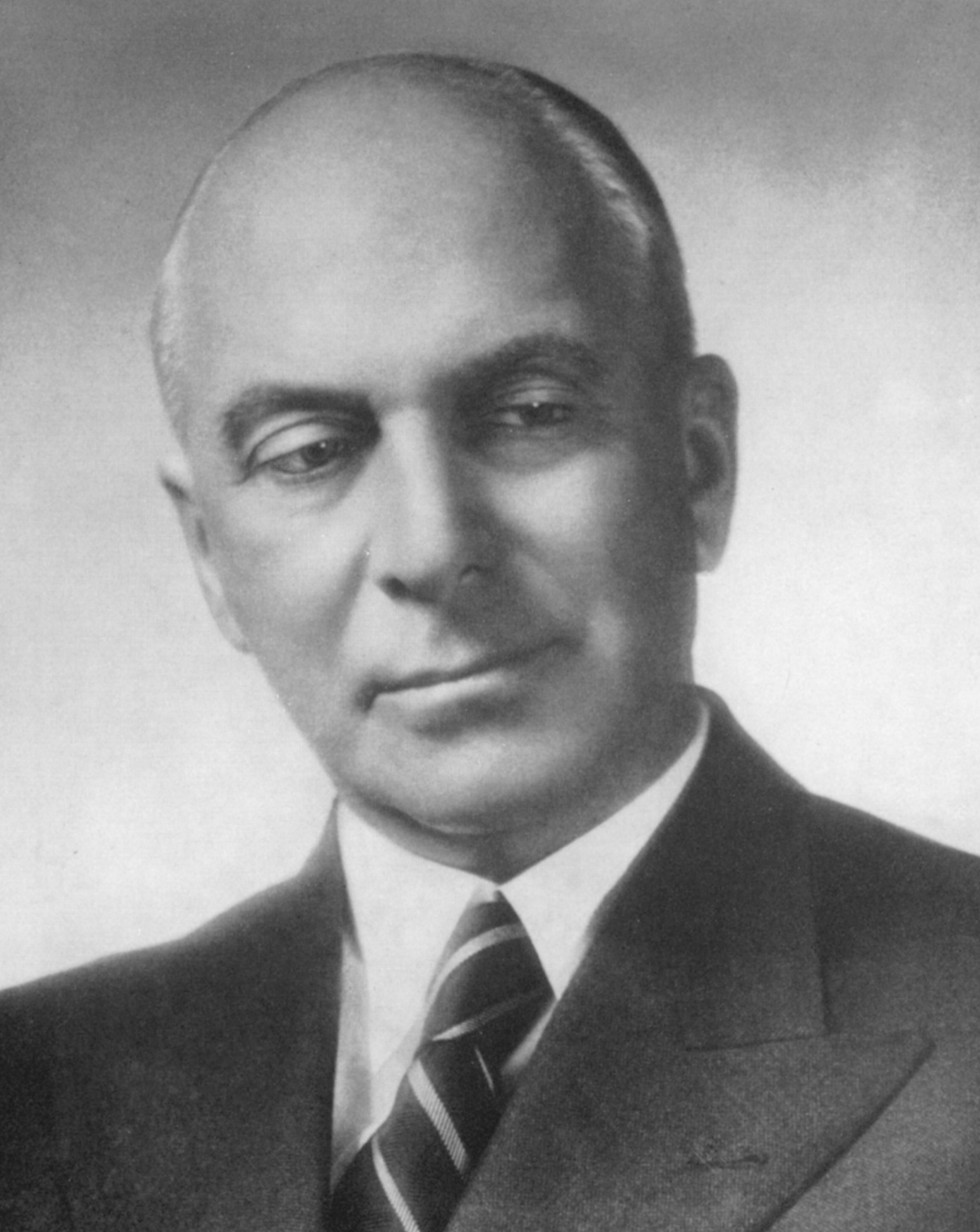
Walter Kohlhammer

Walter Wilhelm Kohlhammer (* 18. Januar 1879 in Stuttgart; † 6. März 1946 in Loßburg) war ein deutscher Verleger.

## Leben
Walter Kohlhammers Eltern waren der Stuttgarter Verleger Wilhelm Kohlhammer und dessen zweite Ehefrau Marie Friederike, geb. Görlach.

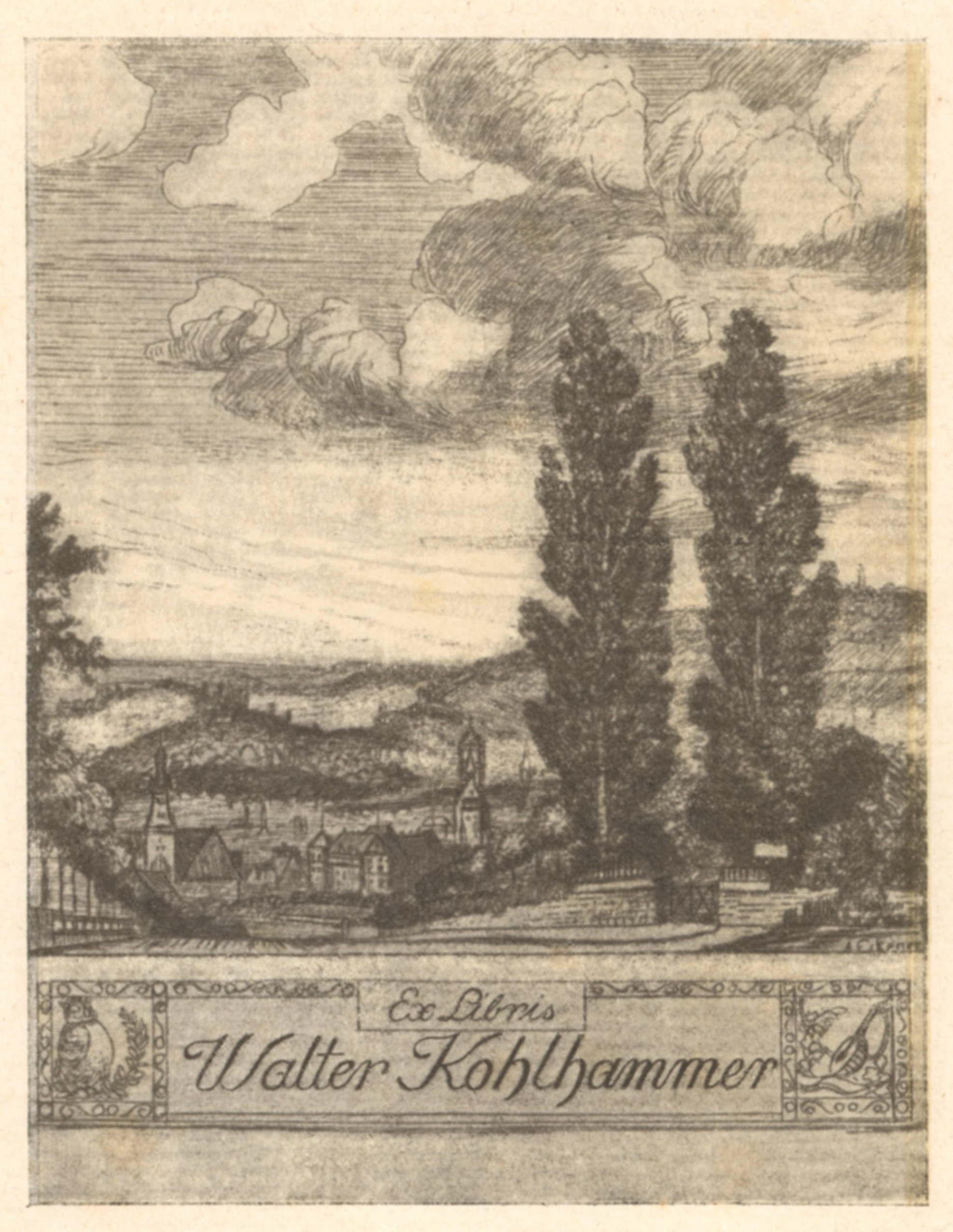
Exlibris für Walter Kohlhammer, von Alexander Eckener

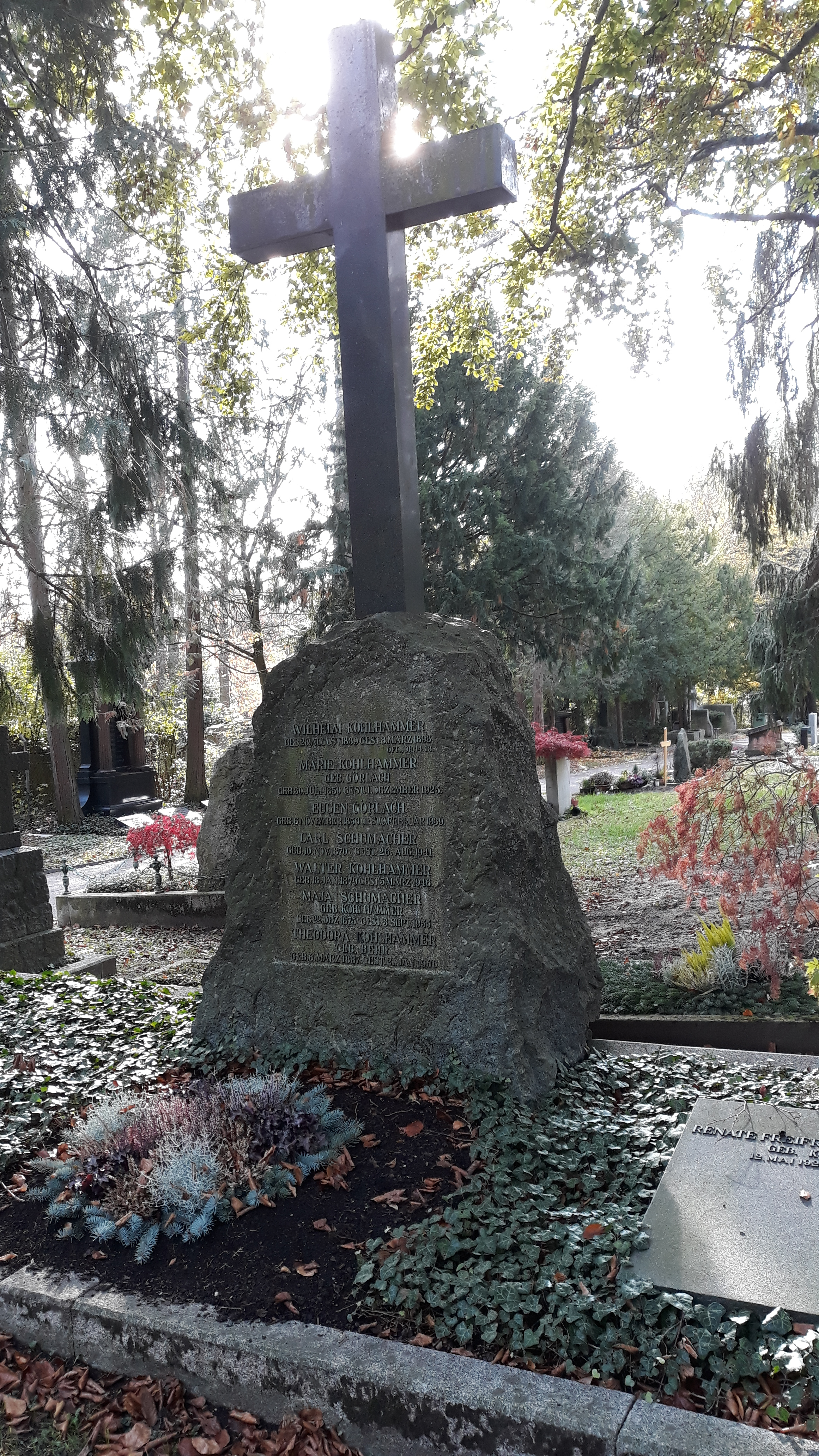
Das Grab von Walter Kohlhammer und seiner Ehefrau Theodora geborene Behr auf dem Pragfriedhof in Stuttgart

Walter Kohlhammer besuchte das Stuttgarter Eberhard-Ludwigs-Gymnasium und studierte anschließend Rechts- und Staatswissenschaften an den Universitäten Tübingen und Leipzig. Er war Mitglied der Studentenverbindung Akademische Gesellschaft Stuttgardia Tübingen. 1903 wurde er promoviert. Anschließend arbeitete er in verschiedenen in- und ausländischen Druckereien und Verlagen, bevor er ab 1907 in den Verlag seines Vaters kam. 1909 wurde er Gesellschafter des Unternehmens und trieb die Modernisierung des Verlags voran, der zu einem der führenden deutschen wissenschaftlichen Verlage wurde. Wichtige Titel waren beispielsweise das von Gerhard Kittel herausgegebene „Theologische Wörterbuch zum Neuen Testament“, das ab 1933 erschien sowie die Zeitschrift „Vierteljahrsschrift für Sozial- und Wirtschaftsgeschichte“.
1909 heiratete Walter Kohlhammer Theodora Behr (1887–1966). Den Ersten Weltkrieg machte er von 1914 bis 1918 als Offizier mit.
Im Herbst 1945 wurde er Verlag von den amerikanischen Besatzungsbehörden geschlossen. Walter Kohlhammer starb einige Monate später. Zwei Jahre nach Kohlhammers Tod wurde der Verlag 1948 an die Familie zurückgegeben, der Wiederaufbau lag nun in den Händen von Kohlhammers Schwiegersohn Karl Gutbrod.

## Ehrungen
- Ehrensenator der Universität Tübingen

## Veröffentlichungen
- Der Kommissionär im Buchhandel. Kohlhammer, Stuttgart 1904 (Leipzig, Univ., Diss., 1904).